# Limenitis plesaure
Limenitis plesaure är en fjärilsart som beskrevs av Jacob Hübner 1819-1821. Limenitis plesaure ingår i släktet Limenitis och familjen praktfjärilar. Inga underarter finns listade i Catalogue of Life.